# Gerrit Klein (Schauspieler)

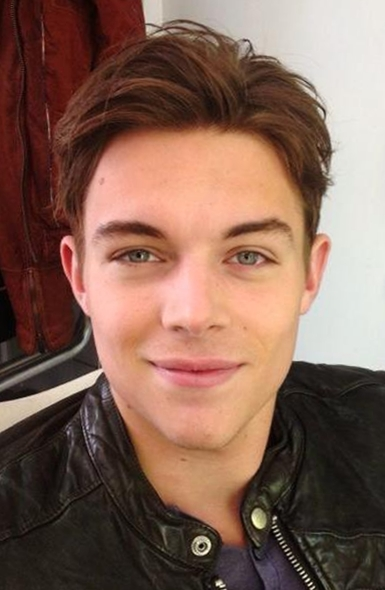
Gerrit Klein (2013)

Gerrit Klein (* 6. September 1991 in Bad Honnef) ist ein deutscher Schauspieler.

## Leben
Klein begann seine schauspielerische Laufbahn im Jungen Theater Bonn. 2005 hatte er Premiere mit seinem ersten Stück, in dem er die Hauptrolle des Moses in Monsieur Ibrahim und die Blumen des Koran spielte. Es folgten Rollen in Herr der Diebe (Moska), Herr der Fliegen (Jack), Tintenherz – das Musical und 2008 schließlich zusammen mit Timo Rüggeberg Beautiful Thing als Ste.
2007 folgte die erste Rolle in dem mehrfach ausgezeichneten ARD-Spielfilm Keine Angst. Seitdem spielt Gerrit Klein in deutschen Fernsehserien und -filmen. 2011 hatte er Gastrollen in Bloch und SOKO Köln. Von Folge 311 bis 364 war er als Vincent Trabas in Episoden der Mystery-Soap Das Haus Anubis zu sehen, die vom 21. Februar 2012 bis 4. Mai 2012 ausgestrahlt wurden.
Neben seiner schulischen Ausbildung auf dem Ernst-Kalkuhl-Gymnasium und dem Helmholtz-Gymnasium in Bonn hat Gerrit Klein auch Songs geschrieben und produzierte andere Künstler. Mit dem Rapper Mash gewann er 2008 den lokalen Xpress Yourself Songwriter Award der Deutschen Post und der Popakademie Baden-Württemberg.
Im April 2012 erhielt Klein in der Nickelodeon-Daily-Soap Hotel 13 die Hauptrolle des Jack Leopold, in der er vom 3. September 2012 bis zum 26. April 2013 zu sehen war. Darüber hinaus war er in den Spielfilmen Wie Tag und Nacht sowie Nichts mehr wie vorher zu sehen. Von November 2013 bis Mitte 2016 hatte er in der ZDF-Vorabendserie Herzensbrecher – Vater von vier Söhnen die Rolle des Lukas Tabarius inne.
Im Oktober 2020 war Klein als Lennart in der Miniserie Sunny – Wer bist du wirklich?, ein Spin-off von Gute Zeiten, schlechte Zeiten, zu sehen.
Im Oktober 2024 wurde Klein Mitglied der Deutschen Filmakademie.

## Filmografie
Spielfilme
- 2009: Keine Angst
- 2010: Schurkenstück
- 2010: Der Mauerschütze
- 2011: Die Ausbildung (Kino)
- 2011: Bloch: Der Heiland
- 2012: Frisch gepresst (Kino)
- 2013: Wie Tag und Nacht
- 2013: Nichts mehr wie vorher
- 2018: Inga Lindström – Das Geheimnis der Nordquists
- 2020: Kreuzfahrt ins Glück – Hochzeitsreise nach Menorca
- 2020: Das Tal der Mörder
- 2022: Inga Lindström – Geliebter Feind
- 2022: Der Fuchs (als Produzent)
- 2022: Extraklasse – On Tour
- 2024: Un/Dressed

Fernsehserien, durchgehende Rollen
- 2011: Grimmsberg (Hauptrolle)
- 2012: Das Haus Anubis (Nebenrolle)
- 2012–2013: Hotel 13 (Hauptrolle)
- 2013–2016: Herzensbrecher – Vater von vier Söhnen (Hauptrolle)
- 2020: Sunny – Wer bist du wirklich? (Hauptrolle)

Fernsehserien, Episodenrollen
- 2009: Rennschwein Rudi Rüssel (Folge: Rudi geht baden)
- 2009: Alarm für Cobra 11 (Folge: Bruderliebe)
- 2010: Countdown – Die Jagd beginnt (Folge: Blutsbande)
- 2011: SOKO Köln (Folge: Klassentreffen)
- 2012: Heiter bis tödlich: Henker & Richter (Folge: Schmerzfrei)
- 2014: Der Knastarzt (Folge: Angezählt)
- 2014: SOKO Stuttgart (Folge: Gefährliche App)
- 2015–2016: Der Lehrer (Folgen: Sex? Wir? Pff!, Sie mieser … Schuft)
- 2015: In  aller Freundschaft (Folge: Schlagabtausch)
- 2018: Bettys Diagnose (Folge: Von Liebe und Leid)
- 2018: In aller Freundschaft (Folge: Offenbarungen)
- 2018: Beat (Folge: POP)
- 2021: SOKO Leipzig (Folge: Kampf ums Paradies)
- 2024: WaPo Bodensee (Folge: Der Feind in meinem Haus)

## Theater
- 2005: Monsieur Ibrahim und die Blumen des Koran (Junges Theater Bonn, Regie: Marco Dott – HR: Momo)
- 2005: Herr der Diebe (Junges Theater Bonn, Regie: Marco Dott – NR: Moska)
- 2006: Drachenreiter (Admirals Palast Berlin, Regie: Marco Dott – NR: Lama)
- 2007: Tintenherz das Musical (Junges Theater Bonn, Regie: Marco Dott – NR: Tänzer)
- 2007: Herr der Fliegen (Junges Theater Bonn, Regie: Marco Dott – HR: Jack)
- 2008: Beautiful Thing (Junges Theater Bonn, Regie: Andreas Lachnit – HR: Ste)